# Южный галаго
Южный галаго (лат. Galago moholi) — примат семейства галаговые.

## Описание
Шерсть от серого до светло-коричневого цвета. На брюхе, груди и конечностях с желтоватым оттенком. Уши очень большие, могут двигаться независимо. Глаза большие, оранжевые, вокруг глаз пятна тёмной шерсти. Хвост тёмный, длиной от 11 до 28 см. Задние конечности длиннее и намного мощнее передних, что позволяет этим животным совершать длинные прыжки. Число хромосом — 38. Масса тела самцов в среднем 211 грамм, самок 188 грамм. Длина тела от 140 до 177 мм (в среднем 160 мм).

## Распространение
Встречаются в Анголе, Ботсване, Бурунди, Демократической Республик Конго, Малави, Мозамбике, Намибии, Руанде, Южно-Африканской Республике, Эсватини, Танзании, Замбии и Зимбабве. Выделяют два подвида:
- Galago moholi moholi встречаются в восточной части ареала
- Galago moholi bradfieldi встречаются в западной части ареала[3]

Населяют саванны, редколесья, галерейные леса, лесные опушки. Популяции этих приматов наблюдались также в пригородах крупных городов, таких как Йоханнесбург и Претория.

## Поведение
Образуют небольшие группы от 2 до 7 особей. Группа обычно состоит из самки и её потомства. День группа проводит вместе, ночью животные добывают пищу по отдельности. Территориальные животные, агрессивно защищающие свою территорию. В рационе исключительно членистоногие и древесные соки (в основном видов рода Акация). Членистоногие, такие как бабочки и жуки, являются основой рациона. Полигамны. Территория взрослого самца пересекается с территориями нескольких самок. Течка короткая по времени, от 1 до 3 дней. Половой зрелости достигают в возрасте около 300 дней. В году два брачных сезона. Беременность длится от 121 до 124 дней, потомство рождается в январе-феврале или в октябре-ноябре. В помёте обычно двое детёнышей. Самки сооружают гнёзда, где рожают и растят молодняк в первые дни жизни. Детёныши рождаются весом около 10 грамм, с открытыми глазами и покрытые шерстью. До трёхмесячного возраста питаются молоком матери.

## Статус популяции
Международный союз охраны природы присвоил этому виду охранный статус «Вызывает наименьшие опасения». Вид достаточно широко распространён, серьёзных угроз популяции не выявлено.